# Livre des Jin
Le Jin Shu ou Livre des Jin (chinois simplifié : 晋书 ; chinois traditionnel : 晉書 ; pinyin : Jìn Shū ; pe̍h-ōe-jī : Chìn-su) est un texte historique chinois officiel qui couvre l'histoire de la dynastie Jin (265-420). Il a été rédigé par plusieurs auteurs choisis par la cour des Tang, sous la direction éditoriale du Premier Ministre Fang Xuanling. Cet ouvrage s'appuie principalement sur des documents officiels issus des fonds d'archives. Quelques-unes des biographies des volumes 1, 3, 54 et 80 ont été composées par l'empereur Taizong des Tang lui-même. Le Livre des Jin ne contient pas seulement l'histoire de la dynastie Jin, mais aussi celle des Seize Royaumes. Le livre a été composé en 648.

## Contenu

### Annales (紀)
|           | Titre                    | Traduction                                         | Notes                              |
| --------- | ------------------------ | -------------------------------------------------- | ---------------------------------- |
| Volume 1  | 帝紀第1 宣帝             | Empereur Jin Xuandi                                | Sima Yi (Jin de l'Ouest)           |
| Volume 2  | 帝紀第2 景帝 文帝        | Empereur Jin Jingdi ; Empereur Jin Wendi           | Sima Shi, Sima Zhao                |
| Volume 3  | 帝紀第3 武帝             | Empereur Jin Wudi                                  | Sima Yan                           |
| Volume 4  | 帝紀第4 惠帝             | Empereur Jin Huidi                                 | Sima Zhong                         |
| Volume 5  | 帝紀第5 懷帝 愍帝        | Empereur Jin Huaidi ; Empereur Jin Mindi           | Sima Chi, Sima Ye                  |
| Volume 6  | 帝紀第6 元帝 明帝        | Empereur Jin Yuandi; Empereur Jin Mingdi           | Sima Rui, Sima Shao (Jin de l'Est) |
| Volume 7  | 帝紀第7 成帝 康帝        | Empereur Jin Chengdi; Empereur Jin Kangdi          | Sima Yan, Sima Yue                 |
| Volume 8  | 帝紀第8 穆帝 哀帝 海西公 | Empereur Jin Mudi; Empereur Jin Aidi; Duc de Haixi | Sima Dan, Sima Pi, Sima Yi         |
| Volume 9  | 帝紀第9 簡文帝 孝武帝    | Empereur Jin Jianwendi; Empereur Jin Xiaowudi      | Sima Yu, Sima Yao                  |
| Volume 10 | 帝紀第10 安帝 恭帝       | Empereur Jin Andi; Empereur Jin Gongdi             | Sima Dezong, Sima Dewen            |

### Traités (志)
| #         | Titre        | Traduction                             | Notes |
| --------- | ------------ | -------------------------------------- | ----- |
| Volume 11 | 志第1 天文上 | Astronomie, première partie            |       |
| Volume 12 | 志第2 天文中 | Astronomie, seconde partie             |       |
| Volume 13 | 志第3 天文下 | Astronomie, troisième partie           |       |
| Volume 14 | 志第4 地理上 | Géographie, première partie            |       |
| Volume 15 | 志第5 地理下 | Géographie, seconde partie             |       |
| Volume 16 | 志第6 律歷上 | Cycles et Calendrier, première partie  |       |
| Volume 17 | 志第7 律歷中 | Cycles et Calendrier, seconde partie   |       |
| Volume 18 | 志第8 律歷下 | Cycles et Calendrier, troisième partie |       |
| Volume 19 | 志第9 禮上   | Rites, première partie                 |       |
| Volume 20 | 志第10 禮中  | Rites, seconde partie                  |       |
| Volume 21 | 志第11 禮下  | Rites, troisième partie                |       |
| Volume 22 | 志第12 樂上  | Musique, première partie               |       |
| Volume 23 | 志第13 樂下  | Musique, seconde partie                |       |
| Volume 24 | 志第14 職官  | Services Gouvernementaux               |       |
| Volume 25 | 志第15 輿服  | Déplacements et Habits                 |       |
| Volume 26 | 志第16 食貨  | Aliments et Produits divers            |       |
| Volume 27 | 志第17 5行上 | Cinq Phases, première partie           |       |
| Volume 28 | 志第18 5行中 | Cinq Phases, seconde partie            |       |
| Volume 29 | 志第19 5行下 | Cinq Phases, troisième partie          |       |
| Volume 30 | 志第20 刑法  | Lois et Peines                         |       |

### Biographies (列傳)
| #          | Titre                                                                                | Traduction | Notes |
| ---------- | ------------------------------------------------------------------------------------ | --- | --- |
| Volume 31  | 列傳第1 后妃上                                                                       | Impératrices et Consorts, première partie | |
| Volume 32  | 列傳第2 后妃下                                                                       | Impératrices et Consorts, seconde partie | |
| Volume 33  | 列傳第3 王祥 鄭沖 何曾 石苞                                                          | Wang Xiang; Zheng Chong; He Zeng; Shi Bao | |
| Volume 34  | 列傳第4 羊祜 杜預                                                                    | Yang Hu; Du Yu | |
| Volume 35  | 列傳第5 陳騫 裴秀                                                                    | Chen Qian; Pei Xiu | |
| Volume 36  | 列傳第6 衛瓘 張華                                                                    | Wei Guan; Zhang Hua | |
| Volume 37  | 列傳第7 宗室                                                                         | Clan Impérial | Sima Fu, Sima Quan, Sima Tai, Sima Sui, Sima Sui, Sima Xun, Sima Mu, Sima Ling et leurs fils                                                                               |
| Volume 38  | 列傳第8 宣5王 文6王                                                                  | les Cinq Princes de Xuan et les Six Princes de Wen | Sima Gan, Sima Zhou, Sima Jing, Sima Jun, Sima Rong (les fils de Sima Yi); Sima You, Sima Zhao, Sima Dingguo, Sima Guangde, Sima Jian, Sima Yanzuo (les fils de Sima Zhao) |
| Volume 39  | 列傳第9 王沈 荀顗 荀勖 馮紞                                                          | Wang Chen; Xun Yi; Xun Xu; Feng Dan | |
| Volume 40  | 列傳第10 賈充 郭彰 楊駿                                                              | Jia Chong; Guo Zhang; Yang Jun | |
| Volume 41  | 列傳第11 魏舒 李憙 劉寔 高光                                                         | Wei Shu; Li Xi; Liu Shi; Gao Guang | |
| Volume 42  | 列傳第12 王渾 王濬 唐彬                                                              | Wang Hun; Wang Jun; Tang Bin | |
| Volume 43  | 列傳第13 山濤 王戎 郭舒 樂廣                                                         | Shan Tao; Wang Rong; Guo Shu; Yue Guang | |
| Volume 44  | 列傳第14 鄭袤 李胤 盧欽 華表 石鑒 溫羨                                               | Zheng Mao; Li Yin; Lu Qin; Hua Biao; Shi Jian; Wen Xian | |
| Volume 45  | 列傳第15 劉毅 程衛 和嶠 武陔 任愷 崔洪 郭奕 侯史光 何攀                              | Liu Yi; Cheng Wei; He Jiao; Wu Gai; Ren Kai; Cui Hong; Guo Yi; Hou Shiguang; He Pan | |
| Volume 46  | 列傳第16 劉頌 李重                                                                   | Liu Song; Li Zhong | |
| Volume 47  | 列傳第17 傅玄                                                                        | Fu Xuan | |
| Volume 48  | 列傳第18 向雄 段灼 閻纘                                                              | Xiang Xiong; Duan Zhuo; Yan Zuan | |
| Volume 49  | 列傳第19 阮籍 嵇康 向秀 劉伶 謝鯤 胡毋輔之 畢卓 王尼 羊曼 光逸                       | Ruan Ji; Ji Kang; Xiang Xiu; Liu Ling; Xie Kun; Huwu Fuzhi; Bi Zhuo; Wang Ni; Yang Man; Guang Yi | |
| Volume 50  | 列傳第20 曹志 庾峻 郭象 庾純 秦秀                                                    | Cao Zhi; Yu Jun; Guo Xiang; Yu Chun; Qin Xiu | |
| Volume 51  | 列傳第21 皇甫謐 摯虞 束皙 王接                                                       | Huangfu Mi; Zhi Yu; Shu Xi; Wang Jie | |
| Volume 52  | 列傳第22 郤詵 阮種 華譚 袁甫                                                         | Xi Shen; Ruan Zhong; Hua Tan; Yuan Fu | |
| Volume 53  | 列傳第23 愍懷太子                                                                    | Prince héritier Minhuai | |
| Volume 54  | 列傳第24 陸機                                                                        | Lu Ji | |
| Volume 55  | 列傳第25 夏侯湛 潘岳 張載                                                            | Xiahou Zhan; Pan Yue; Zhang Zai | |
| Volume 56  | 列傳第26 江統 孫楚                                                                   | Jiang Tong; Sun Chu | |
| Volume 57  | 列傳第27 羅憲 滕修 馬隆 胡奮 陶璜 吾彥 張光 趙誘                                     | Luo Xian; Teng Xiu; Ma Long; Hu Fen; Tao Huang; Wu Yan; Zhang Guang; Zhao You | |
| Volume 58  | 列傳第28 周處 周訪                                                                   | Zhou Chu; Zhou Fang | |
| Volume 59  | 列傳第29 汝南文成王亮 楚隱王瑋 趙王倫 齊王冏 長沙王乂 成都王穎 河間王顒 東海孝獻王越 | Le Prince Wencheng de Ru'nan (Sima Liang); Le Prince Yin de Chu (Sima Wei); Le Prince de Zhao (Sima Lun); Le Prince de Qi (Sima Jiong); Le Prince de Changsha (Sima Ai); Le Prince de Chengdu (Sima Ying); Le Prince de Hejian (Sima Yong); Le Prince Xiaoxian de Donghai (Sima Yue) | |
| Volume 60  | 列傳第30 解系 孫旂 孟觀 牽秀 繆播 皇甫重 張輔 李含 張方 閻鼎 索靖 賈疋               | Xie Xi; Sun Qi; Meng Guan; Qian Xiu; Miao Bo; Zhang Fu; Li Han; Zhang Fang; Yan Ding; Suo Jing; Jia Pi | |
| Volume 61  | 列傳第31 周浚 成公簡 苟晞 華軼 劉喬                                                  | Zhou Jun; Cheng Gongjian; Gou Xi; Hua Die; Liu Qiao | |
| Volume 62  | 列傳第32 劉琨 祖逖                                                                   | Liu Kun; Zu Di | |
| Volume 63  | 列傳第33 邵續 李矩 段匹磾 魏浚                                                       | Shao Xu; Li Ju; Duan Pidi; Wei Jun | |
| Volume 64  | 列傳第34 武13王 元4王 簡文3子                                                        | Les treize Princes de Wu; les quatre Princes de Yuan; les trois fils de Jianwen | |
| Volume 65  | 列傳第35 王導                                                                        | Wang Dao | |
| Volume 66  | 列傳第36 劉弘 陶侃                                                                   | Liu Hong; Tao Kan | |
| Volume 67  | 列傳第37 溫嶠 郗鑒                                                                   | Wen Jiao; Xi Jian | |
| Volume 68  | 列傳第38 顧榮 紀瞻 賀循 楊方 薛兼                                                    | Gu Rong; Ji Zhan; He Xun; Yang Fang; Xue Jian | |
| Volume 69  | 列傳第39 劉隗 刁協 戴若思 周顗                                                       | Liu Wei; Diao Xie; Dai Ruosi; Zhou Yi | |
| Volume 70  | 列傳第40 應詹 甘卓 鄧騫 卞壼                                                         | Ying Zhan; Gan Zhuo; Deng Qian; Bian Kun | |
| Volume 71  | 列傳第41 孫惠 熊遠 王鑒 陳頵 高崧                                                    | Sun Hui; Xiong Yuan; Wang Jian; Chen Yun; Gao Song | |
| Volume 72  | 列傳第42 郭璞 葛洪                                                                   | Guo Pu; Ge Hong | |
| Volume 73  | 列傳第43 庾亮                                                                        | Yu Liang | |
| Volume 74  | 列傳第44 桓彝                                                                        | Huan Yi | |
| Volume 75  | 列傳第45 王湛 荀崧 范汪 劉惔                                                         | Wang Zhan; Xun Song; Fan Wang; Liu Tan | |
| Volume 76  | 列傳第46 王舒 王廙 虞潭 顧眾 張闓                                                    | Wang Shu; Wang Yi; Yu Tan; Gu Zhong; Zhang Kai | |
| Volume 77  | 列傳第47 陸曄 何充 褚翜 蔡謨 諸葛恢 殷浩                                             | Lu Ye; He Chong; Chu Se; Cai Mo; Zhuge Hui; Yin Hao | |
| Volume 78  | 列傳第48 孔愉 丁潭 張茂 陶回                                                         | Kong Yu; Ding Tan; Zhang Mao; Tao Hui | |
| Volume 79  | 列傳第49 謝尚 謝安                                                                   | Xie Shang; Xie An | |
| Volume 80  | 列傳第50 王羲之                                                                      | Wang Xizhi | |
| Volume 81  | 列傳第51 王遜 蔡豹 羊鑒 劉胤 桓宣 硃伺 毛寶 劉遐 鄧岳 朱序                           | Wang Xun; Cai Bao; Yang Jian; Liu Yin; Huan Xuān; Zhu Si; Mao Bao; Liu Xia; Deng Yue; Zhu Xu | |
| Volume 82  | 列傳第52 陳壽 王長文 虞溥 司馬彪 王隱 虞預 孫盛 干寶 鄧粲 謝沉 習鑿齒 徐廣           | Chen Shou; Wang Changwen; Yu Pu; Sima Biao; Wang Yin; Yu Yu; Sun Sheng; Gan Bao; Deng Can; Xie Chen; Xi Zuochi; Xu Guang | |
| Volume 83  | 列傳第53 顧和 袁瑰 江逌 車胤 殷顗 王雅                                               | Gu He; Yuan Mei; Jiang You; Che Yin; Yin Yi; Wang Ya | |
| Volume 84  | 列傳第54 王恭 庾楷 劉牢之 殷仲堪 楊佺期                                              | Wang Gong; Yu Kai; Liu Laozhi; Yin Zhongkan; Yang Quanqi | |
| Volume 85  | 列傳第55 劉毅 諸葛長民 何無忌 檀憑之 魏詠之                                          | Liu Yi; Zhuge Changmin; He Wuji; Tan Pingzhi; Wei Yongzhi | |
| Volume 86  | 列傳第56 張軌                                                                        | Zhang Gui | |
| Volume 87  | 列傳第57 涼武昭王李玄盛                                                              | Le Prince Wuzhao de Liang (Li Xuansheng) | |
| Volume 88  | 列傳第58 孝友                                                                        | Piété filiale | |
| Volume 89  | 列傳第59 忠義                                                                        | Loyauté et Rigueur | |
| Volume 90  | 列傳第60 良吏                                                                        | Bons Fonctionnaires | |
| Volume 91  | 列傳第61 儒林                                                                        | Lettrés Confucéens | |
| Volume 92  | 列傳第62 文苑                                                                        | Ecrivains | |
| Volume 93  | 列傳第63 外戚                                                                        | Proches du Clan Impérial | |
| Volume 94  | 列傳第64 隱逸                                                                        | Ermites et Reclus | |
| Volume 95  | 列傳第65 藝術                                                                        | Arts | |
| Volume 96  | 列傳第66 列女                                                                        | Femmes exemplaires | |
| Volume 97  | 列傳第67 4夷                                                                         | Quatre Tribus Barbares | |
| Volume 98  | 列傳第68 王敦 桓溫                                                                   | Wang Dun; Huan Wen | |
| Volume 99  | 列傳第69 桓玄 卞范之 段仲文                                                          | Huan Xuan; Bian Fanzhi; Duan Zhongwe | |
| Volume 100 | 列傳第70 王彌 張昌 陳敏 王如 杜曾 杜弢 王機 祖約 蘇峻 孫恩 盧循 譙縱                 | Wang Mi; Zhang Chang; Chen Min; Wang Ru; Du Ceng; Du Tao; Wang Ji; Zu Yue; Su Jun; Sun En; Lu Xun; Qiao Zong | |

### Chroniques (載記)
| #          | Titre                                    | Traduction                                      | Notes |
| ---------- | ---------------------------------------- | ----------------------------------------------- | ----- |
| Volume 101 | 載記第1 劉元海                           | Liu Yuanhai                                     |       |
| Volume 102 | 載記第2 劉聰                             | Liu Cong                                        |       |
| Volume 103 | 載記第3 劉曜                             | Liu Yao                                         |       |
| Volume 104 | 載記第4 石勒上                           | Shi Le, première partie                         |       |
| Volume 105 | 載記第5 石勒下                           | Shi Le, seconde partie                          |       |
| Volume 106 | 載記第6 石季龍上                         | Shi Jilong, première partie                     |       |
| Volume 107 | 載記第7 石季龍下                         | Shi Jilong, seconde partie                      |       |
| Volume 108 | 載記第8 慕容廆                           | Murong Hui                                      |       |
| Volume 109 | 載記第9 慕容皝                           | Murong Huang                                    |       |
| Volume 110 | 載記第10 慕容儁                          | Murong Jun                                      |       |
| Volume 111 | 載記第11 慕容暐 慕容恪 陽騖 皇甫真       | Murong Wei; Murong Ke; Yang Wu; Huangfu Zhen    |       |
| Volume 112 | 載記第12 苻洪 苻健 苻生 苻雄 王墮        | Fu Hong; Fu Jian; Fu Sheng; Fu Xiong; Wang Duo  |       |
| Volume 113 | 載記第13 苻堅上                          | Fu Jian, première partie                        |       |
| Volume 114 | 載記第14 苻堅下                          | Fu Jian, seconde partie                         |       |
| Volume 115 | 載記第15 苻丕 苻登                       | Fu Pi; Fu Deng                                  |       |
| Volume 116 | 載記第16 姚弋仲 姚襄 姚萇                | Yao Yizhong; Yao Xiang; Yao Chang               |       |
| Volume 117 | 載記第17 姚興上                          | Yao Xing, première partie                       |       |
| Volume 118 | 載記第18 姚興下                          | Yao Xing, seconde partie                        |       |
| Volume 119 | 載記第19 姚泓                            | Yao Hong                                        |       |
| Volume 120 | 載記第20 李特 李流                       | Li Te; Li Liu                                   |       |
| Volume 121 | 載記第21 李雄 李班 李期 李壽 李勢        | Li Xiong; Li Ban; Li Qi; Li Shou; Li Shi        |       |
| Volume 122 | 載記第22 呂光 呂纂 呂隆                  | Lü Guang; Lü Zuan; Lü Long                      |       |
| Volume 123 | 載記第23 慕容垂                          | Murong Chui                                     |       |
| Volume 124 | 載記第24 慕容寶 慕容盛 慕容熙 慕容雲     | Murong Bao; Murong Sheng; Murong Xi; Murong Yun |       |
| Volume 125 | 載記第25 乞伏國仁 乞伏乾歸 乞伏熾磐 馮跋 | Qifu Guoren; Qifu Gangui; Qifu Chipan; Feng Ba  |       |
| Volume 126 | 載記第26 禿髮烏孤 禿髮利鹿孤 禿髮傉檀    | Tufa Wugu; Tufa Lilugu; Tufa Rutan              |       |
| Volume 127 | 載記第27 慕容德                          | Murong De                                       |       |
| Volume 128 | 載記第28 慕容超                          | Murong Chao                                     |       |
| Volume 129 | 載記第29 沮渠蒙遜                        | Juqu Mengxun                                    |       |
| Volume 130 | 載記第30 赫連勃勃                        | Helian Bobo                                     |       |